# Kalinino
Kalinino (in russo: Калинино; in ciuvascio: Нурăс) è un villaggio della Russia europea, situato nel Vurnarskij rajon nella repubblica dei Ciuvasci.

## Storia
Si hanno notizie di questo villaggio già dai registri di Sigismund von Herberstein, studioso austriaco del XVI secolo delle regioni del Volga.